# Claudia de Colombia
Blanca Gladys Caldas Méndez (Bogotá; 18 de enero de 1950), más conocida por su nombre artístico Claudia de Colombia, es una cantante y actriz colombiana. Es considerada una de las artistas más importantes y exitosas de su país y una de las más galardonadas.
Fue la primera colombiana en cantar en el centro cultural Madison Square Garden, de Nueva York, y en el Teatro Teresa Carreño en Caracas; y la primera artista popular en cantar con la Orquesta Filarmónica de Bogotá. El pico de su popularidad fue durante los años 70 y 80.
Además de interpretar éxitos como Tu me haces falta, Tiempo para amar, Pasillaneando, Río Badillo, Llevame contigo, Paraíso de placer, entre otros, también participó en 4 películas, siendo la más reconocida Tiempo para amar, donde actuó con el actor mexicano Julio Alemán. Ha sido galardonada con numerosos reconocimientos, entre ellos 13 discos de oro y 1 de platino.
Estuvo casada con el cantante y actor panameño Dumas Torrijos Pauzner, hijo del político y militar Omar Torrijos, presidente de Panamá entre 1968 y 1981.

## Biografía

### Inicios
Blanca Caldas Méndez nació en un barrio popular de Bogotá, Las Cruces, el 18 de enero de 1950. En su niñez estudió en la escuela Santa Ines y el Colegio Nuestra Señora de las Mercedes del centro de Bogotá, donde llamó la atención no solo por su belleza sino también por su voz. Fue apadrinada por el productor musical Guillermo Hinestroza Isaza, quien la conoció en esos ambientes escolares. 
Según cuenta la propia Claudia, su madre la impulsó para concursar en eventos radiales y televisivos, en donde empezó a darse a conocer, codeándose desde muy pequeña con las estrellas internacionales de la época, que pasaban por Inravisión: Leo Dan, Angélica María, entre otros.
Pese a los sueños de grandeza de la pequeña Gladys, quien quería ser gerente de bancos, la madre de la niña intentó hacerla una cantante profesional, matriculándola en todos los conservatorios musicales de su natal Bogotá, a pesar de que reprobó todos los exámenes de admisión. Así mismo, en los concursos donde se presentaba, si bien era una de las favoritas nunca lograba ganar. 
Para subsidiar sus estudios, Gladys trabajó en varios empleos, llegando a los 15 años (1965) a ser contratada como secretaria para el periodista Alberto Blanco, de El Espectador, uno de los diarios más importantes de Colombia. El periódico jugaría un papel importante en la carrera de Gladys, años después. 
Maravillado con sus interpretaciones de la artista española María Dolores Pradera en los pasillos del periódico, Blanco contactó a Hinestroza, quien la conocía de sus épocas de concurso, y ambos impulsaron a la joven a participar de un proyecto musical llamado El Club del Clan. Así terminó la facteta periodística de Gladys, pero no su conexión con la prensa.

### Años 60: El Club del Clan
Hinestroza fue creador de la versión colombiana del programa de televisión El Club del Clan, cuya vesión original en Argentina tenía como estelar al cantautor Palito Ortega. La versión colombiana incluyó en su cartel a Claudia y también a contemporáneos como Emilce, Maryluz, Billy Pontoni y Vicky. Sin embargo, para ingresar al programa, Hinestroza le sugirió a Gladys cambiar su nombre, ya que no consideraba que su nombre de pila fuera comercial, por lo que la artista comenzó a llamarse Claudia de Colombia.
El programa se emitió entre 1966 y 1969 y fue presentado por Alfonso Lizarazo, quien años después se convirtió en un importante presentador y miembro de la farándula colombiana. En un principio el formato fue radial, y luego pasó a ser televisado dado su éxito creciente. El éxito cosechado por el programa impulsó a los jóvenes participante del programa, y al estilo que se forjó en él se le llamó la Nueva Ola colombiana.

### Años 70: La cima de la popularidad
A comienzos de la década de 1970, comenzó su carrera como cantante profesional. Hizo su primer trabajo discográfico para el Sello CBS (hoy Sony Music) al lado de su primer productor musical, el compositor y arreglista Santander Díaz, quien la dirigió artísticamente en sus seis primeras producciones, y quien la conoció en los tiempos en que trabajaba para El Espectador.
Cuando su antiguo jefe, Alberto Blanco se dio cuenta de que Gladys, ahora Claudia, estaba grabando su disco debut, convenció a uno de los directivos del diario El Espectador Luis Alberto Cano, de que le hiciera a Claudia una entrevista. La entrevista salió en dos páginas y ayudó a la joven cantante a posicionarse rápidamente y benefició las ventas de su primer disco. Su primer sencillo también fue su primer éxito: Llévame contigo.
A mediados de los años 70 la artista ya era internacionalmente famosa, y fue contratada para cantar en el Madison Square Garden de Nueva York, junto a Julio Iglesias, José Luis "el Puma" Rodríguez, y Roberto Carlos; siendo la primera colombiana en cantar en éste recinto cultural. También empezó a cantar con frecuencia en Venezuela, actuando en el programa Sábado Sensacional, de la cadena Venevisión, y presentándose en el Teatro Teresa Carreño, de Caracas.
Para su séptimo disco fue dirigida por Gabriel Muñoz y Miguel Fernando Sánchez. Entre 1977 y 1979 fue dirigida por Raúl Rosero Polo, con quien grabó tres producciones y cuatro canciones para niños. Después grabó en España dos discos, dirigida por Pablo Herrero y José Luis Armenteros.

### Años 80

#### Tiempo para amar
En 1980 protagonizó la película Tiempo para amar, junto con el actor mexicano Julio Alemán, y dirigida por Manuel José Álvarez. En la película también participó la joven actriz Amparo Grisales. La película cuenta la historia de una monja católica llamada María del Pilar, que tiene habilidades musicales natas, y decide abandonar sus hábitos para perseguir una carrera musical, al tiempo que se enamora de un hombre viudo (Alemán) quien pone a sus 3 hijos bajo la tutela de la hermana "Pili" (Claudia de Colombia). El tema Tiempo para amar fue la canción central de la película, y la que le dio el nombre a la película.
La película se estrenó en los principales cines colombianos, en diciembre de 1980, y siendo un éxito en Latinoamérica y una de las películas insigne del cine colombiano. También fue ampliamente publicitada en varios medios de comunicación como prensa, televisión y vallas publicitarias.

#### Evita
En 1982, fue nominada entre otras cantantes hispanoamericanas, para representar e interpretar la ópera de Evita Perón. Las finalistas fueron Claudia de Colombia y la española Paloma San Basilio, quien terminó siendo la elegida. Pese a ello Claudia interpretó el tema "No llores por mí, Argentina" en su primera presentación de 1982 en la Media Torta de Bogotá con la orquesta Filarmónica de Bogotá bajo la dirección del maestro Francisco Zumaqué, y de ahí en adelante la canción ha sido parte de su repertorio. 

#### Cantaré, Cantarás
En abril de 1985 Claudia integró el conjunto de grandes vocalistas de América Latina que hicieron parte del proyecto Cantaré, cantarás, bajo el nombre común de Hermanos, convocados por el actor mexicano Ricardo Montalbán a imitación de We are the world de Stevie Wonder y Michael Jackson. La canción fue escrita por el cantautor Albert Hammond. La artista aparece en el video oficial de la canción junto a los hermanos Galán del duo argentino Pimpinela, Celia Cruz y Palito Ortega. Durante las sesiones del proyecto, conoció a Juan Gabriel, quien después de oirla cantar quiso producirle un disco, pero nunca se concretaron las conversaciones.

## Vida personal
Claudia estuvo casada con Rodrigo Restrepo en 1976, relación que si bien duró poco tuvo un cubrimiento noticioso amplio.

### Relación con Noel Petro
El cantante y compositor vallenato Noel Petro, apodado como "El Burro mocho", ha declarado en múltiples ocasiones haber tenido una relación sentimental con Claudia, componiéndole temas y llegando incluso a apodarla "La Burra mocha"; ella misma ha desmentido ese supuesto romance. El artista le compuso el tema La reina de Las Cruces, en referencia a que la artista nació en ese barrio de Bogotá.
Claudia afirmó al respecto:

"A ese señor jamás lo conocí, siempre decía que estaba enamorado de mí pero yo nunca le puse cuidado, es más jamás crucé palabra alguna con ese señor. 

Sin embargo, hacían montajes con fotos individuales de los dos y hasta le hicieron reportajes para que contara su supuesta historia de amor conmigo."
Claudia de Colombia

Según Claudia, ella conoció al artista (quien para la fecha de los hechos era mayor de edad) en sus años del Club del Clan, cuando Claudia era aún adolescente y empezó a frecuentarla hasta el punto de "acosarla". La supuesta relación ha sido un tema recurrente en Colombia durante varios años, ocasionándo varios enfrentamientos verbales entre los dos artistas, pero nunca de forma directa.

### Relación con Dumas Torrijos
Claudia estuvo casada con el músico y actor panameño Dumas Torrijos, uno de los hijos del militar y político panameño Omar Torrijos, que gobernó Panamá desde 1968 hasta 1981, cuando desapareció en un accidente aéreo. 
Dumas y Claudia se casaron a principios de 1979, cuando él iniciaba su carrera artística y en pleno gobierno de su padre, causando que la boda fuera un acontecimiento de amplio cubrimiento mediático. La pareja se separó poco tiempo después.
Tuvieron a su hijo Omar Torrijos Caldas, quien, aunque heredó la inclinación artística de sus padres, no siguió la carrera y actualmente vive radicado en los Estados Unidos. Luego de su divorcio, Claudia no volvió a contraer nupcias. Dumas Torrijos falleció de un infarto en el 2013, a los 58 años de edad, en la ciudad de Panamá.

### Controversias

#### Controversia por Los Monjes

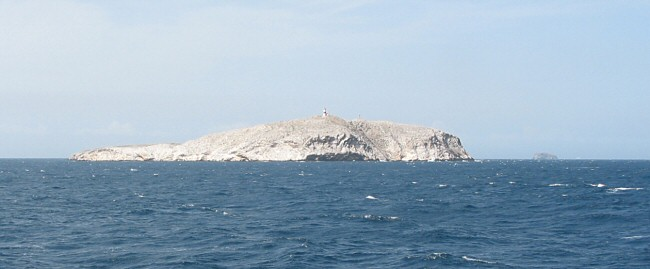
Parte sur de Los Monjes, Venezuela

Durante un concierto en San Cristóbal, Venezuela, en la época en que se ventilaba el conflicto del archipiélago de Los Monjes entre Colombia y Venezuela, Claudia hizo un comentario que luego le valió críticas y por poco desata una crisis diplomática entre los gobiernos de Julio César Turbay y Carlos Andrés Pérez:

"Mire presidente, va siendo hora de que los venezolanos nos devuelvan el islote de Los Monjes…"
Claudia de Colombia

Luego diría sobre el tema:

El presidente Carlos Andrés Pérez estaba entre el público y al terminar me aplaudió fervorosamente. Yo, por responder ante su amabilidad, le dije que por qué no me regalaba Los Monjes”. Al día siguiente, todos los periódicos titularon en verde y rojo: “Claudia de Colombia ofendió al pueblo venezolano”

El incidente se consideró como una afrenta nacional. Asustada e inexperta ante la situación, insistió en hablar con el mandatario pero fue incomunicada por su hotel y decidió irse a buscarlo personalmente. Después del incidente, aunque Pérez le pidió disculpas, la rectificación nunca se hizo en los periódicos y Claudia se volvió más hermética y desconfiada, porque el tema trascendió durante años. Incluso llegó a ser vetada por el propio Pérez en las emisoras venezolanas, aunque era un fanático suyo. Pese al incidente, la artista siguió siendo relevante en Venezuela.

#### Otros incidentes
El incidente de Los Monjes, sumado a su actitud en el escenario, su elegancia, su estilo de hablar pausado, sus comentarios sin filtro, y los problemas con Noel Petro, le ganaron una reputación de diva, y mujer cortante y odiosa. Se dice que en sus inicios la joven Gladys se negaba a tomar transporte público para llegar a su trabajo en El Espectador, y que gastaba parte de su sueldo en taxis. También se mostró incómoda con el ofrecimiento que la CBS le hizo para grabar una canción en lugar de un disco completo, como ella exigía, a pesar de que la canción fue sumamente exitosa.
Un incidente derivado del acoso del que fue víctima la pareja Torrijos Caldas durante el matrimonio involucró a Julio Iglesias de forma colateral, pues el artista, asombrado por como el periodista colombiano de la revista Antena, Fernán Martínez, liderando un equipo de otros periodistas, logró infiltrarse en la seguridad del evento, lo contrató tiempo después para que fuera su mánager.
Otro indicente con Fernán Martínez aumentó su ya establecida fama de diva, pues Martínez realizó un reportaje sobre la cantante, para la revista Antena, donde aparecía una entrevista con el padre de Claudia, un carnicero de La Vega, Cundinamarca. La revista publicó la entrevista con el titular “Mientras Claudia lucha por la fama, su padre la tiene hace 30 años”. El titular enemistó para siempre a la cantante con el periodista. El periodista la ha considerado en varias entrevistas como una mujer mucho más orgullosa que Shakira, con quien también ha trabajado.
La cantante también ha sido blanco de las imitadores, siendo la comediante Maria Auxilio Vélez la que más se ha acercado a su estilo. Afirma Maria Auxilio que Claudia fue la primera artista que imitó en televisión durante su primera aparición en el programa colombiano Sábados Felices, en 2003. El parecido con la artista original era tal que el popular presentador Pacheco la invitó a su programa y hasta la propia Claudia le pidió que dejara de imitarla.
En el 2020, en medio de la pandemia por coronavirus y a raíz de un corte en el suministro de luz a su vivienda, la artista se enfrascó en una pelea con la compañía Avanti, ya que la empresa negándose a bajar el valor del servicio suspendió el suministro. La popularidad e influencia de la artista obligó a Avanti a reversar la decisión y la empresa se comprometió a reconectarle el servicio a la artista. Pese a ello, Claudia hizo un llamado al presidente Duque sobre la mala prestación del servicio en la ciudad de Bogotá.

## Galardones
| - Canaima de Oro 1972, Venezuela, 1972 - Premio Alcaldía Mayor de Bogotá, Colombia, 1972 - Mara de Oro, Venezuela - El Pompin de Oro, Colombia - El Príncipe de Oro, Colombia - Premio Ondas 1972, España, 1972 - Antena de La Consagración, Colombia - Página de Oro, El Tiempo - Guaicaipuro de Oro, Venezuela - Medalla Simón Bolivar, Presidencia De la República (Colombia), - Búho de Oro, Panamá - Cantante Internacional del Año, Panamá | - Premio leon de oro Argentina mejor cantante extranjera de ese año 1976. premio cámara de representante. mención honorífica-Colombia. trofeo madinson square garden en New york. El chin de plata en Boston USA. - Continente de Plata, Boston, MA, Estados Unidos - Guardia de Honor Presidencial, Colombia - Estrella, Calle de la Fama, Miami, FL, Estados Unidos - Llaves de la ciudad de Miami, FL, Estados Unidos, otorgadas por el alcalde Leonard Haber - Aplauso 92, Miami, FL, Estados Unidos - Premio ACE (por tres años), Nueva York, NY, Estados Unidos - 13 Discos de Oro, Colombia - 4 discos de oro más en España, Venezuela, Argentina y Panamá - Un Disco de Platino, Colombia |

## Discografía

### Álbumes
- Llévame contigo (1970)
- Cuando estemos juntos (1971)
- Después de ti (1972)
- Claudia (1972)
- Cuando estemos juntos (1973)
- Quisiera tenerte (1973)
- Tiempo para amar (1974)
- Nuestra historia de amor (1974)
- Esos recuerdos tuyos (1975)
- Claudia, volumen 7 (Pasillaneando) (1976)
- Romance suramericano (1977)
- Enamorados (1978)
- Ternura (1979)
- Yo creo en ti (1980)
- Paraíso (1982)
- Soy un grito del folclor (1983)
- La señora (1986)
- Claudia le canta a Colombia (1987)
- Una mujer con suerte (1992) - Banda sonora
- Para todos (1995)
- Toda una vida (2014)

### Recopilatorios
- Grandes Éxitos (1980)
- 20 de Colección (1993)
- Siempre única (1998)
- Top 50 (2006)
- Mis recuerdos (2013)
- Grandes éxitos (2014)

## Filmografía
- 1974 - Un viaje de locos (Nuestra historia de amor)
- 1980 - 'Tiempo para amar
- 1992 - Un hombre y una mujer con suerte